# DMS-59

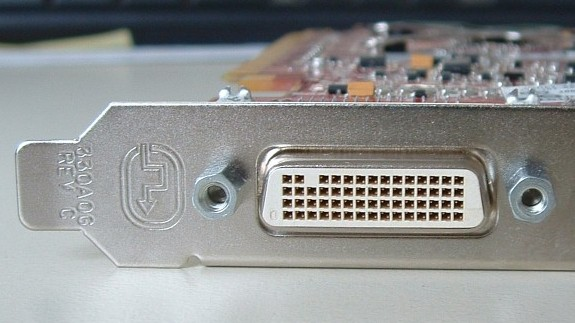
DMS-59 接口

DMS-59 是一种有着59针的显示用接口。它可以提供在一个接口的大小之内提供两个DVI-I通道输出，这样的高密度特性使得它经常出现在一些矮版显卡上。该接口高4针，宽15针，在上方靠左处有一针位缺失，总计59个脚位。外围呈现梯形，两边有指旋螺钉。该接口可以被转接为两个数字信号单通道DVI接口，或两个模拟信号VGA接口。
DMS-59接口被一些显卡厂商如ATI、NVIDIA以及Matrox使用在装配于工作站电脑的显卡上。这样的显卡可能并不内建DVI接口于显卡板上，但是仍然在宣传中写道“支持DVI输出”。這個差別在於它的轉接線，目前常見的轉接線有 DMS-59轉雙VGA 輸出、DMS-59轉雙DVI、DMS-59轉雙DP
DMS-59的前身是Molex公司推出的Low Force Helix接口，该接口具有相同的外部结构，但是Low Force Helix的接口具有DMS-59所缺失的脚位（Pin 58）(請見參考圖中左上方被填平的第三孔)，所以一共拥有60针。